# Bothriembryon dux
Bothriembryon dux är en snäckart som först beskrevs av Ludwig Pfeiffer 1861.  Bothriembryon dux ingår i släktet Bothriembryon och familjen Bulimulidae. Inga underarter finns listade i Catalogue of Life.